# Меттью Пінсент
Меттью Пінсент  (англ. Matthew Pinsent, 10 жовтня 1970) — британський веслувальник, олімпійський чемпіон.

## Виступи на Олімпіадах
| Олімпіада      | Дисципліна                        | Місце |
| -------------- | --------------------------------- | ----- |
| Барселона 1992 | двійка розстібна без стернового   | 1     |
| Атланта 1996   | двійка розстібна без стернового   | 1     |
| Сідней 2000    | четвірка розстібна без стернового | 1     |
| Афіни 2004     | четвірка розстібна без стернового | 1     |